# Plerotes anchietae
Plerotes anchietae is een zoogdier uit de familie van de vleerhonden (Pteropodidae). De wetenschappelijke naam van de soort werd voor het eerst geldig gepubliceerd door de Seabra in 1900.

## Voorkomen
De soort komt voor in Angola, Zambia, Congo-Kinshasa en Malawi.